# 270984 Dikschmidt
270984 Dikschmidt este o planetă minoră (asteroid) din centura de asteroizi. A fost descoperită pe 24 noiembrie 2002 la Observatorul Palomar de Near Earth Asteroid Tracking. 
Obiectul prezintă o orbită caracterizată de o semiaxă mare de 2,3981919079861 UAi, o excentricitate de 0,18266992507256, o înclinație de 2,4319809950794 ° în raport cu ecliptica.